# Saint-André-en-Terre-Plaine
Saint-André-en-Terre-Plaine es una localidad y comuna francesa situada en la región de Borgoña, departamento de Yonne, en el distrito de Avallon y cantón de Guillon.

## Demografía
| 385 | 416 | 430 | 396 | 384 | 431 | 387 | 395 | 374 | 370 | 398 | 396 | 397 | 465 | 398 | 382 | 378 | 410 | 384 | 348 | 271 | 255 | 248 | 262 | 238 | 219 | 245 | 250 | 175 | 183 | 193 | 186 | 189 |
| Para los censos de 1962 a 1999 la población legal corresponde a la población sin duplicidades (Fuente: INSEE [Consultar]) |     |     |     |     |     |     |     |     |     |     |     |     |     |     |     |     |     |     |     |     |     |     |     |     |     |     |     |     |     |     |     |     |